# Зимин двор

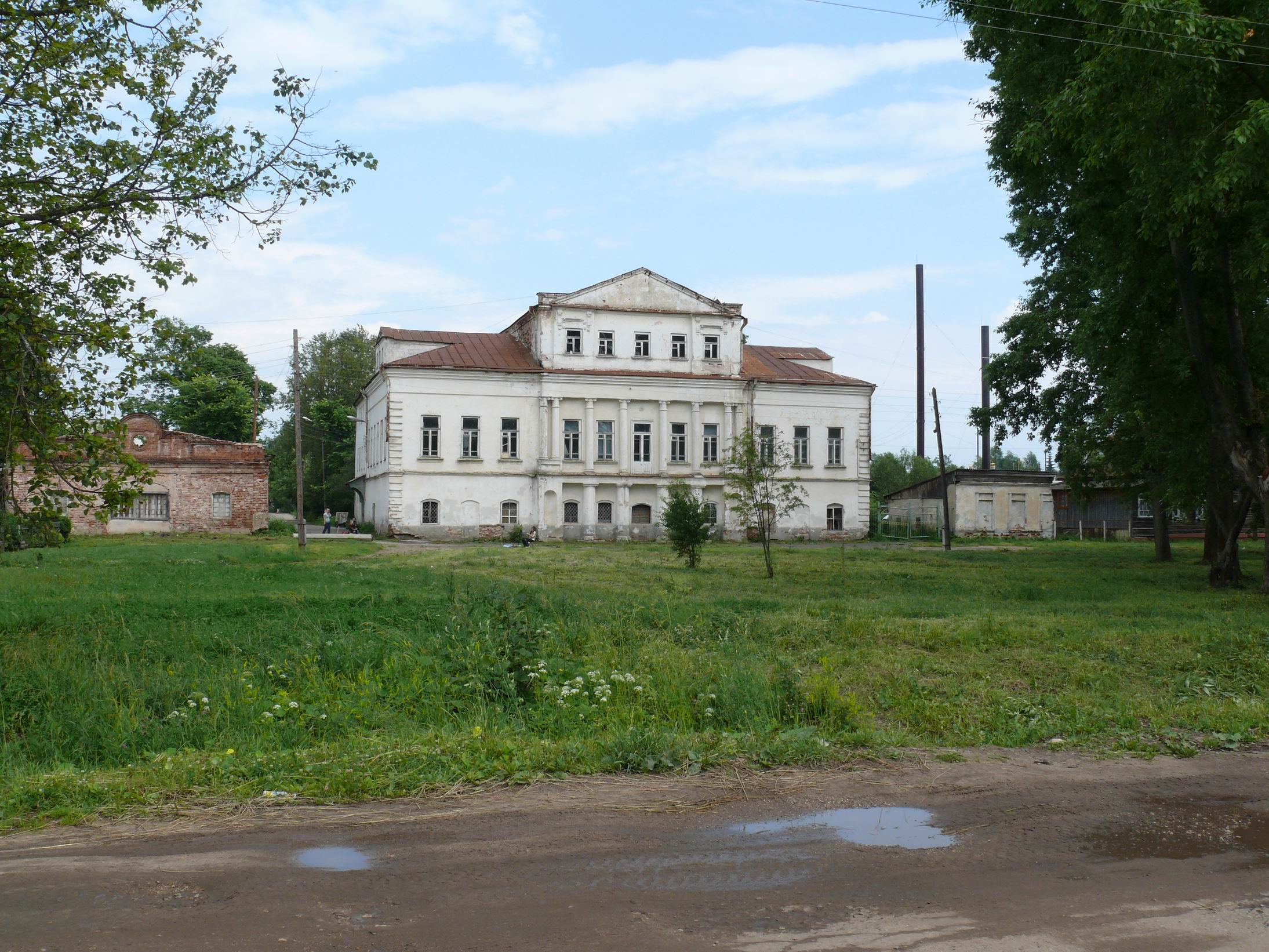

Зимин двор — бывшая усадьба купцов Зиминых в городе Угличе.
Здание было построено в конце XVIII века и принадлежало одному из богатейших семейств Углича. Расположена усадьба на Пятницкой (ныне Советской) площади. Строение имеет П-образную форму, фасад здания лишён украшений. Главный фасад усадьбы обращён к Воскресенскому монастырю, в центральной его части построен мезонин. Внутренняя планировка усадьбы неоднократно изменялась.
Долгое время Зимин двор являлся крупнейшим жилым зданием города. В 1876 году Зимины переехали в Санкт-Петербург, а усадьбу продали городскому обществу, и вплоть до революции 1917 года в нём располагалось Городское трёхклассное училище, а в советское время — начальная школа № 2.